# Пугачка
Пуга́чка (устар. Малый Колтымак; удм. Кубочи) — река в Алнашском районе Удмуртии, правый приток Тоймы.

## География
Пугачка берёт начало на восточном склоне поросшей смешанным елово-липовым лесом возвышенности, примерно в 2 км к северо-западу от деревни Удмуртский Ятцаз, на высоте от 160 до 180 м над уровнем моря. Течёт преимущественно в восточном и северо-восточном направлении до впадения в Тойму. Высота устья над уровнем моря — 91 м. Населённых пунктов по ходу основного течения Пугачки нет, на её крупнейшем левом притоке расположены сверху вниз по течению деревни Пирогово, Верхнее Котнырево и Нижнее Котнырево.

## Хозяйственное значение
На основном течении Пугачки и её притоках устроено несколько прудов. В среднем течении через реку имеется мостовой переход на втором километре автодороги местного значения (Елабуга—Ижевск) — Кадиково.

## Происхождение названия
Название Пугачки происходит от имени Емельяна Пугачёва: его войско некоторое время стояло на реке лагерем.

### Комментарии
1. ↑  Название притока на картах не обозначено[5][6].

### Отсылки к источникам
1. 1 2  Пуга́чка // Словарь географических названий Удмуртской АССР / сост. С. К. Бушмакин; ред. М. Ф. Хисматов. — М. : Наука, 1980. — С. 111.
2. ↑  Карта Елабужского уезда Вятской губернии. Масштаб: три версты в дюйме. Издана Вятским губернским земским статистическим отделением. Отпечатана в литографии Зарянова (1891). Дата обращения: 14 апреля 2023. Архивировано 14 апреля 2023 года.
3. ↑  Пугачка / Русско-удмуртский список географических наименований // Удмуртско-русский словарь: около 50 000 слов = Удмурт-ӟуч кыллюкам: 50 000 ёрос кыл / Сост.: Т. Р. Душенкова и др.; отв. ред. Л. Е. Кириллова. — 2-е доп., перераб. издание. — Ижевск: УИИЯЛ УрО РАН, 2008. — С. 915. — 925 с. — ISBN 5-7691-2005-3. Архивировано 18 апреля 2023 года.
4. ↑  Реестр зарегистрированных в АГКГН географических названий объектов на 27.02.2023 Удмуртская Республика (PDF). — Регистр. номер 0718447. Дата обращения: 13 апреля 2023. Архивировано 13 апреля 2023 года.
5. 1 2  Лист карты O-39-141 Алнаши. Масштаб: 1 : 100 000. Издание 1984 г.
6. 1 2 3 4  Лист карты O-39-141-Г — ФГУП «ГОСГИСЦЕНТР»
7. ↑  Министерство транспорта Российской Федерации. Федеральное дорожное агентство. Приказ от 9 февраля 2012 года № 18 «О присвоении категорий объектам транспортной инфраструктуры». Электронный фонд правовых и нормативно-технических документов. АО «Кодекс». — № 14 в перечне объектов транспортной инфраструктуры. Дата обращения: 13 апреля 2023. Архивировано 13 апреля 2023 года.
8. ↑  История удмуртской советской литературы / Рук. авт. колл. Ванюшев В. М. — Устинов: Удмуртия, 1987. — Т. 1. — С. 172. — 252 с. Архивировано 27 марта 2023 года.
9. ↑  Общие сведения. Алнашский район. Государственный Совет Удмуртской Республики. — Историческая справка. Дата обращения: 13 апреля 2023. Архивировано 13 апреля 2023 года.